# Ischnura senegalensis

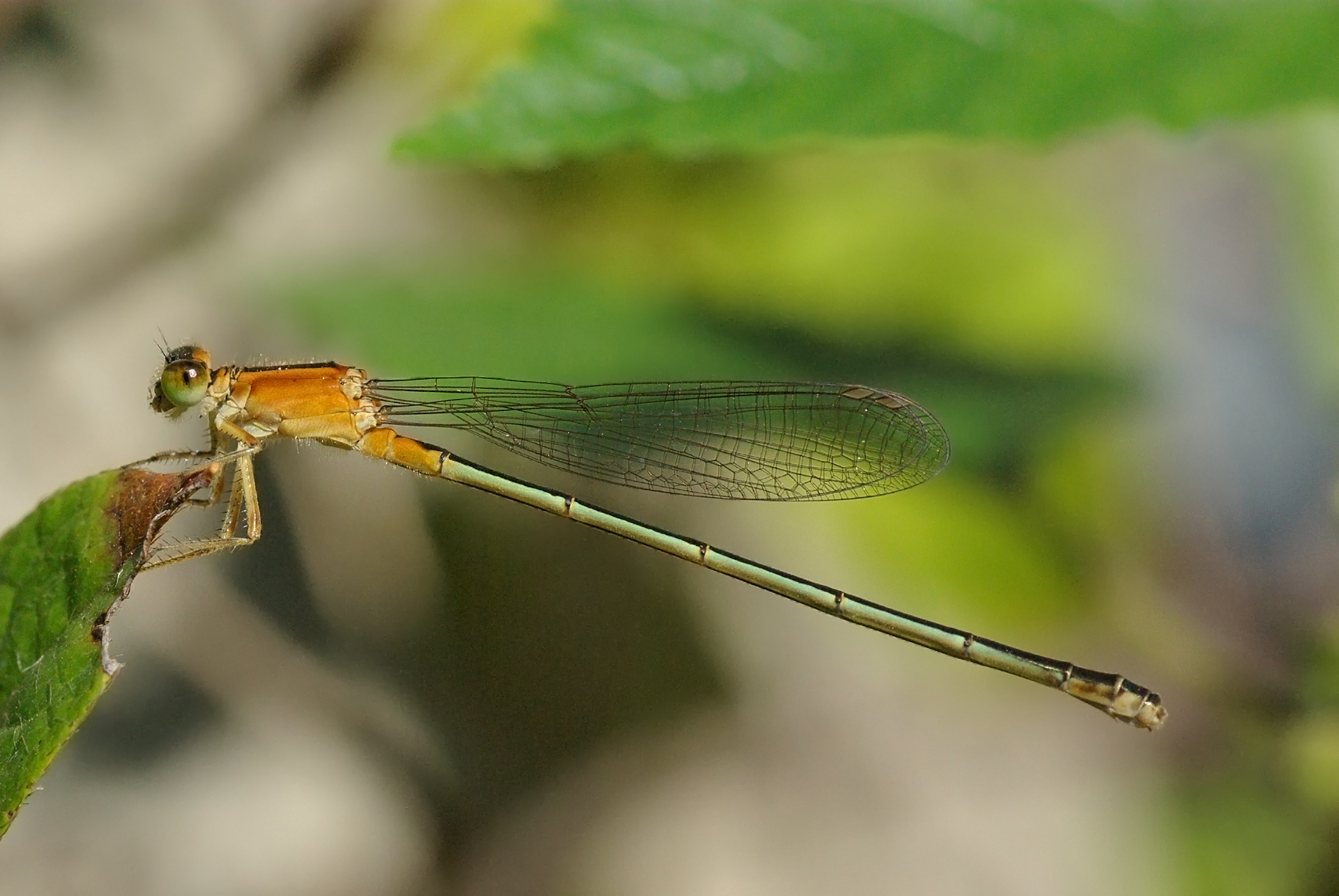
Femella

Ischnura senegalensis és una espècie d'odonat zigòpter de la família Coenagrionidae. Es troba en regions tropicals i subtropicals d'Àfrica i d'Àsia, des de les Canàries (Tenerife) fins al Japó. Habita en una àmplia varietat d'aigües estancades i de curs lent; tolera cert rang de salinitat i contaminació.